# كروفورد غريمسلي
كروفورد غريمسلي (بالإنجليزية: Crawford Grimsley)‏ مواليد 1 أغسطس 1967، هو ملاكم محترف أمريكي سابق صنّف ضمن فئة الوزن الثقيل بدأ مسيرته الاحترافية سنة 1994 حيث انتصر في نزاله الأول. كان خصمه في نزاله الأخير هو أندريه بورليتي حيث خسر أمامه.

## المسيرة الاحترافية
من نزالاته:
- خسر أمام أندريه بورليتي بالضربة الفنية القاضية (2002/09/07).
- خسر أمام براين نيلسن بالضربة الفنية القاضية (1997/10/03).
- خسر أمام جيمي ثندر بالضربة القاضية (1997/03/18).
- خسر أمام جورج فورمان (1996/11/03).

## إحصائيات
خاض خلال مسيرته 27 نزالا، فاز في 22 ولم يتعادل وخسر في 4. فاز بالضربة القاضية في 20 نزالا.

## روابط خارجية
- كروفورد غريمسلي على موقع بوكس ريك (الإنجليزية) (registration required)